# Wszyscy ludzie króla (film 2006)
Wszyscy ludzie króla (ang. All the King's Men) – amerykańsko-niemiecki film z 2006 w reżyserii Stevena Zailliana, zrealizowany na podstawie powieści Gubernator Roberta Penn Warrena.
Film był kręcony w Nowym Orleanie oraz w Morgan City w stanie Luizjana (USA).

## Opis fabuły
Film opowiada drogę Williego Starka do zostania ogólnokrajowym politykiem. W trakcie swojej kariery zapomina o dawnych ideałach i staje się skorumpowany podobnie jak ci, z którym chciał tak bardzo walczyć. W trakcie kampanii Stark romansuje także z jedną ze swoich pracownic oraz z dziennikarką, dzięki której stał się rozpoznawany.

## Obsada
- Sean Penn – Willie Stark
- Jude Law – Jack Burden
- Kate Winslet – Anne Stanton
- Patricia Clarkson – Sadie Burke
- James Gandolfini – Tiny Duffy
- Mark Ruffalo – Adam Stanton
- Anthony Hopkins – sędzia Irwin